# Hary Béla
Hary Béla (Szilágysomlyó, 1934. október 2. – Kolozsvár, 2011. május 14.) erdélyi karmester, zeneszerző.

## Pályafutása
Gyermekkorában hegedülni, majd zongorázni tanult. Zenei tanulmányait a kolozsvári piarista gimnáziumban kezdte meg 1944-ben. 1948-ban a Magyar Művészeti Intézetbe jelentkezett, ahol Halmos György növendéke volt. 1950-ben az intézet szaklíceumokra való bontásával a zenelíceumba került, ahol 1952-ben érettségizett. A líceumban, Guttmann Mihály neves zenepedagógus vezetése alatt ismerkedett meg a karvezetés tudományával. 
A kolozsvári zeneakadémián folytatta tanulmányait, párhuzamosan zeneszerzés és karmesteri szakon. 1956-ban került a Kolozsvári Magyar Operához korrepetitorként. 1958-ban államvizsgázott, Bizet Carmen című operáját vezényelte. 
Kétszer volt a kolozsvári opera igazgatója (1973-1978; 1984-1989). Közbenjárásának köszönhetően az 1980-as évek végén, a kommunista rezsim elállt korábbi döntésétől és engedélyezte, hogy a kolozsvári operaházban továbbra is játsszák magyar zeneszerzők műveit. Operák mellett, számos operettek és balettet vezényelt, közben zeneszerzéssel is foglalkozott. Az operaház társulatával számos belföldi és külföldi városban fellépett. A Kolozsvári Magyar Opera és a Gyulai Várszínház együttműködésével született meg Erkel Ferenc összes operájának felújítása és bemutatója. Ezek dramaturgiai munkáját Hary Béla végezte.
1998-ban a Kolozsvári Magyar Opera örökös tagjává választotta. 2005-ben az első Bartók Béla Nemzetközi Operakarmester-verseny zsűrijének tagja volt. Két lánya van: Judit, szoprán valamint Noémi oboa- és angolkürt-művész.

## Művei
- Zenés színpadi művek:

Taligás király. Színpadi kísérőzene Marton Lili darabjához (1959)
A néma levente. Színpadi kísérőzene Heltai Jenő darabjához 81961)
A makrancos hölgy. Színpadi kísérőzene Shakespeare darabjához (1962)
Patetica '77- Színpadi kísérőzene Mihnea Gheorghiu darabjához.
Tóték. Színpadi kísérőzene Örkény István darabjához.
Olasz szalmakalap. Színpadi kísérőzene Labiche vígjátékához.
Sárga rózsa. Balett Jókai Mór nyomán Horváth Béla librettójára (1975)
Hófehérke és a hét törpe. Balett Perrault meséje alapján (1980)
Farsang. Musical Ion Luca Caragiale nyomán (1982)
Játékparádé. Balett
- Zenekari- és kamaraművek:

Mișcări coreografice. Bemutatta a  Kolozsvári Állami Filharmónia 1975-ben
Holokauszt. Szimfonikus költemény.
Tíz darab zongorára (1979)
Öt Petőfi-költemény népdalváltozatának feldolgozása énekhangra és zongorára. Román nyelven is. (Alku, Temetésre szól az ének, Hortobágyi kocsmárosné, Fürdik a holdvilág az éj tengerében, Megy a juhász a szamáron)
Két Arany-költemény megzenésítése
Tizenegy gyermekdarab
Három zongoradarab jazzritmusban
Két zongoradarab In memoriam Bartók Béla (Meditazione, Toccata)

## Elismerései
- 1970: A Kolozsvári Magyar Opera pármai vendégszereplése előtt Toscanini-centenáriumi év volt, ezért az ottani polgármester Toscanini-emlékérmet adományozott Hary Bélának.
- 1981: Bartók Béla születésének századik évfordulójára a Bartók Emlékbizottság elismerő okievet és emlékérmet adott a Bartók-művek vezénylése során kifejtett tevékenysége miatt.
- 1993: Göncz Árpádtól vette át a Magyar Köztársasági Érdemrend tisztikeresztjét.
- 1994: Ruzitska-Vándordíj az év legjobb teljesítményéért.
- 1996: Az EMKE a magyar szerzők alkotásainak hazai és külföldi színpadokon való bemutatásáért, népszerűsítéséért Erkel-díjjal tüntette ki.
- 1998: A Kolozsvári Magyar Opera fennállásának 50. évfordulóján a díszoklevél mellett örökös tagságot nyert.
- 1999: Az Ipó László Közművelődési Alapítvány tiszteletbeli tagjának választotta.
- 2000: Békés Megye Önkormányzata Sík Ferenc-díjat adott át az Erkel-operák zenei vezetéséért, színpadra állításáért és gyulai bemutatásáért.
- 2002: A Caragiale-év alkalmával a kolozsvári polgármesteri hivataltól emlékplakettet kapott a Farsang musicalnek a kolozsvári Román Operában történt bemutatásáért.
- 2003: „Hűséges Szolgálat” Nemzeti Érdemrend a román államtól.
- 2004: A Magyar Köztársaság Nemzeti Kulturális Örökség Minisztériumának PRO CULTURA HUNGARICA emlékplakettje.
- 2005: A kolozsvári Babeș–Bolyai Tudományegyetem szenátusa díszdoktori címet adományozott számára.
- 2009: A Báthory István Alapítvány Szilágysági Magyarok díszoklevéllel tüntette ki.